# António Augusto Teixeira de Vasconcelos
António Augusto Teixeira de Vasconcelos (Porto, 1 de Novembro de 1816 — Paris, 29 de Junho de 1878) foi um escritor e jornalista português, vice-presidente da Academia de Ciências de Lisboa, com vasta obra publicada, sobre quem Camilo Castelo Branco disse que foi «o mais rijo pulso de atleta que teve a arena dos gladiadores políticos em Portugal».

## Biografia
Era o filho único do brigadeiro António Vicente Teixeira de Sampaio (1773–1834), célebre chefe do primeiro levantamento militar contra o invasor napoleónico, conhecido pela Revolução Transmontana, e de D. Maria Emília de Sousa e Rocha Moreira Barbosa de Sampaio (1797–1822).
Criado desde pequeno em Bitarães, no concelho de Paredes, distrito do Porto, António Augusto foi educado numa tradição militar aristocrática, que nele inculcou, desde cedo, o desejo de emular as proezas militares do pai.
Com 17 anos, por virtude das convicções absolutistas do pai, viu-se na obrigação de engrossar as hostes miguelistas, durante a Guerra Civil. Com efeito, foi nomeado capitão do Regimento de Milícias de Penafiel, pelo próprio D. Miguel, meses antes do fim da guerra.
Casou-se, em 31 de Maio de 1837, tinha 20 anos de idade, com D.ª  Antónia Adelaide Vasques da Cunha e Alarcão de Portocarreiro (1812 – 1841), desta ilustre família do Palácio da Bandeirinha, na cidade do Porto. Em Junho do ano seguinte, o jovem casal teve uma filha, D.ª Maria Adelaide da Cunha Teixeira de Vasconcellos de Portocarreiro.
Em 1839, António Augusto começa a frequentar o curso de Direito, na Universidade de Coimbra, onde teve contacto com novas ideias politicas, de pendor liberal, que o conquistaram. Abandona oficialmente a causa Legitimista, dos saudosistas do miguelismo, publicando uma carta-aberta no jornal «Revolução de Setembro», poucos anos depois.
Com efeito, ainda em Coimbra, chegou a fundar o jornal «A Oposição Nacional», onde não se poupou em criticas ao Cartismo, defendendo um ideário liberal e progressista. Em 1844 termina o curso, licenciando-se em Direito.
Parte depois para Lisboa, onde tenta a sorte como advogado. É neste comenos que vai escrever a sua primeira novela, «Roberto Valença», cujo primeiro volume, começou a ser publicado aos capítulos na revista «Ilustração», por si fundada e dirigida, juntamente com amigos.
Em 1846, rebentando a revolta da Maria da Fonte, dirige-se ao Norte do país, desejoso de participar na contenda, que lhe viria a servir de inspiração para escrever o romance «Prato de Arroz-Doce».
Regressa depois a Lisboa, onde permanecerá durante mais 3 anos, antes de, açodado pelas dívidas, partir para Luanda, em 1850. Uma vez lá, estabelece-se como advogado, sendo que, dentro de poucos meses, é eleito presidente da Câmara de Luanda.
Porém, na sequência de desavenças políticas com o Governador de Angola, a respeito do tráfico negreiro, António Augusto vê-se empontado de volta a Lisboa.
Com 35 anos de idade, decide dedicar-se mais ao jornalismo, como forma de intervenção pública. É então que funda o jornal «Arauto», que vai dirigir e redigir durante quatro anos. Depois desses quatro anos, torna-se correspondente dos jornais «O Comércio do Porto» e «Revolução de Setembro», pelo que começa a viajar pela Europa.
Subsequentemente, em 1858, ao passar uma temporada em Paris, fundou lá, com o apoio financeiro de Eduardo de Faria, a «Sociedade Ibérica», uma organização que se dedicou a publicar obras literárias, por molde a dar conhecer à Europa a História de Portugal e de Espanha.
Além do volume histórico que editou em Paris («Les Contemporains Portugais, Espagnols et Brésiliens. Le Portugal et La Maison de Bragance»), e das obras cariz político, Teixeira de Vasconcelos publicou vários romances, sendo um dos mais conhecidos «O Prato de Arroz Doce», cuja acção se desenvolve durante a Revolta da Maria da Fonte, em que ele próprio participara, e que foi reeditado em 1983, com introdução de Manuel Abranches de Soveral.
Só regressou a Lisboa já em 1862, com 45 anos, onde compra o antigo palácio do marquês de Pombal, na Rua Formosa, actual rua do Século.
Foi vice-presidente da Academia de Ciências de Lisboa, sócio correspondente da Real Academia Espanhola e do Instituto Geográfico de Paris, bem como um dos fundadores da Sociedade de Geografia de Lisboa. Desenvolveu também notável e inovadora actividade como jornalista, tendo nomeadamente fundado, a 9 de Novembro de 1862, o jornal «Gazeta de Portugal», depois chamado apenas «Gazeta», que dirigiu, introduzido em Portugal o primeiro vespertino, o «Boletim da Tarde». Em 1871 fundou o «Jornal da Noite», que também dirigiu. Foi igualmente colaborador  da  Revista Universal Lisbonense (1841-1859) e da Revista Contemporânea de Portugal e Brasil (1859-1865).
A par da carreira literária e jornalística, Teixeira de Vasconcelos, foi ainda deputado às Cortes (1865-1878), governador civil de Vila Real, etc. Era Par do Reino, do Conselho de Sua Majestade, fidalgo da Casa Real, comendador da Ordem de Cristo, cavaleiro da Ordem Real e Militar de São Luís de França, grã-cruz da Ordem de Isabel a Católica, comendador da Ordem de Santo Estanislau e da Ordem de Carlos III de Espanha, cavaleiro da Ordem de Leopoldo I da Bélgica e da Ordem de Dannebrog da Dinamarca, grande oficial da Ordem Imperial de Medjidié, etc.
Em 1865, interveio na Questão Coimbrã, publicando na «Gazeta de Portugal», um folheto com o título «Paz», vaticinando a reconciliação entre as duas fações literárias em conflito.
Entre várias outras propriedades, o Conselheiro de Sua Majestade Fidelíssima António Augusto Teixeira de Vasconcelos foi senhor da casa de Coura, em Bitarães, onde viveu a sua juventude e para onde por vezes se retirava, que tudo herdou directamente de sua avó materna, com a obrigação de dar uma legítima de 3.000 cruzados a cada um de seus tios e tias.

## Obras literárias

### Roberto Valença
Sob o título completo «História verdadeira e singela da vida e feitos admiráveis do muito insigne e astucioso Roberto Valença desde o seu nascimento até à sua morte» e publicado em 1846, este trata-se do primeiro romance do Teixeira de Vasconcelos. O primeiro volume, começou a ser publicado anonimamente, aos capítulos, na revista «Ilustração». No entrecho da obra, o narrador, frade capuchinho, romanceia a confissão que o protagonista homónimo lhe fizera antes de morrer. Obra de cunho picaresco, é uma marca da evolução da literatura portuguesa da época, que se começava a afastar dos moldes do romance histórico folhetinesco.

### O Prato de Arroz-Doce
Publicado em 1862, «O Prato de Arroz-Doce», é simultaneamente um exemplo da transição dos romances históricos para os romances da actualidade, no seio da literatura portuguesa do séc. XIX, mas também é um romance de costumes, versando sobre as experiências empíricas de Teixeira de Vasconcelos, vividas durante a Revolução da Maria da Fonte.
Com efeito, a narrativa desenrola-se de na região do Porto, entre 1846 e 1847, e faz uma reconstituição da revolta da Maria da Fonte, bem como das lutas civis que se subseguiram no seu rescaldo.

### Viagens em Terra Alheia
Escrito em 1863, sob o título completo «Viagens na Terra Alheia: de Paris a Madrid», numa clara alusão à obra «Viagens na Minha Terra» de Almeida Garret, trata-se de uma narrativa de viagem, onde se entretece uma história de amor, com elucubrações sortidas do autor sobre política, arte e os costumes das terras visitadas.

### Lição ao Mestre
Obra originalmente publicada aos capítulos, em folhetins da Gazeta de Penafiel, em 1870, tendo sido cinco anos depois dada à estampa. O romance, uma espécie de roman à clef, versa sobre factos reais que perpassaram as vidas dos antepassados do autor, designadamente os seus bisavós Domingos de Castro Pimenta de Sampaio e D.ª Josefa Liberata de Sousa, os quais figuram como personagens na trama, sendo certo que lhes mascarou o nome. A narrativa transcorre por diversas localidades do concelho de Vila Nova de Gaia.

### A Ermida de Castromino
Escrito em 1875, trata-se de um romance de estilo ultra-romântico. A narrativa versa sobre os conflitos sociais entre a nobreza latifundiária e a burguesia comerciante, ora em ascensão. A trama urde-se de volta do romance conturbado e trágico entre Henrique de Melo, jovem fidalgo, e Ana Oliveira, filha de um comerciante depauperado, que se vê obrigada, pelas circunstâncias, a casar com o brasileiro endinheirado, Salvador Lopes, por molde a resgatar o negócio familiar.
A trama desfecha-se, com a morte trágica de Ana, no local da epónima ermida, o que conduz Henrique a entregar-se a uma vida de eremitismo nesse mesmo local.